# 今井長太郎
今井 長太郎 （いまい ちょうたろう、1888年1月25日 – 1978年8月5日）は、日本の郷土植物学者。

## 略歴
生家は、農業を営んでいた。母は、名田庄村の漢方医、小野正伯の娘。
三方町南前川に生まれる。大正12年 – 佐久間書院創立に参画。昭和16年 – 大日本農業会総裁より名誉賞状を受ける。
昭和27年 - 県文化賞。昭和28年 – 県文化財保護委員。
昭和49年 – 県政功労者として知事表彰。昭和52年 -  勲六等瑞宝章受章。